# 551390 Thomaskeßler
551390 Thomaskeßler è un asteroide della fascia principale. Scoperto nel 2013, presenta un'orbita caratterizzata da un semiasse maggiore pari a 2,6004040 au e da un'eccentricità di 0,1889269, inclinata di 13,83195° rispetto all'eclittica.
L'asteroide è dedicato all'astronomo amatoriale tedesco Thomas Keßler.
È stato il primo asteroide a contenere la lettera eszett nella denominazione.